# ビバホールチェロコンクール
ビバホールチェロコンクールは、1994年より2年に1度開催される日本のチェロコンクールである。兵庫県養父市の養父公民館内のビバホールにて開催される。
当初は「全日本ビバホールチェロコンクール」という名称であったが、本コンクールが日本国内だけでなく、世界的にも有名になってきたこともあり、2004年の第6回大会より現在の名称に変更された。
ビバホールチェロコンクール実行委員会、養父市、養父市教育委員会が主催し、兵庫県、NHK神戸放送局、サンテレビジョン、朝日新聞豊岡支局、神戸新聞社、毎日新聞豊岡支局、読売新聞豊岡支局、産経新聞社、日本チェロ協会が後援する。日本における最初のチェロ単独コンクールである。

## 概要
- 『MUSIC FARM』の理念のもと、音楽文化の創造と発展、向上をめざし、多くの未知の才能ある若い演奏家たちが集い、広く世界に開かれたコンクールとなることを願うとともに、将来性豊かな芸術を持ったチェロ奏者を発掘、育成することを目的として開催されている[1]
- コンクールの企画・運営等をはじめ、スタッフは約100名の地域ボランティアにより開催されている。
- 出場者は各ボランティアの家にホームステイをすることができる。
- 参加条件は15歳以上35歳以下の者。国籍は問わない。
- 二回にわたる予選を行い、本選出場者を決定する。予選、本選ともに公開である。
- 本選の第1位、第2位、第3位にはそれぞれ賞金70万円、35万円、20万円が贈られ、それ以下6位までそれぞれ10万円が贈られる。また審査委員会が推挙した者に「特別賞（井上賞）」が、聴衆者による投票によって選ばれた演奏者に「聴衆賞」が贈られる。

## コンクール開催一覧
詳細は外部リンクのページを参照。
- 2020年に開催される予定だった第14回コンクールは、新型コロナウイルスの感染拡大防止のため2021年に延期された。

| 名称                                  | 本選開催日    | 出場者数 | 第1位受賞者      |
| ------------------------------------- | ------------- | -------- | ---------------- |
| 第1回全日本ビバホールチェロコンクール | 1994年7月24日 | 36名     | 菊地知也         |
| 第2回全日本ビバホールチェロコンクール | 1996年7月28日 | 32名     | 趙靜             |
| 第3回全日本ビバホールチェロコンクール | 1998年7月26日 | 24名     | 山内理映         |
| 第4回全日本ビバホールチェロコンクール | 2000年7月23日 | 40名     | B. S. Grutter    |
| 第5回全日本ビバホールチェロコンクール | 2002年7月21日 | 38名     | 横坂源           |
| 第6回ビバホールチェロコンクール       | 2004年7月25日 | 48名     | 宮田大           |
| 第7回ビバホールチェロコンクール       | 2006年7月23日 | 59名     | ソーヨン・ムーン |
| 第8回ビバホールチェロコンクール       | 2008年7月20日 | 63名     | 加藤文枝         |
| 第9回ビバホールチェロコンクール       | 2010年7月25日 | 61名     | 西方正輝         |
| 第10回ビバホールチェロコンクール      | 2012年7月22日 | 50名     | 矢口里菜子       |
| 第11回ビバホールチェロコンクール      | 2014年7月20日 | 46名     | 増田喜嘉         |
| 第12回ビバホールチェロコンクール      | 2016年7月17日 | 50名     | 藤原秀章         |
| 第13回ビバホールチェロコンクール      | 2018年7月15日 | 34名     | 佐山裕樹         |
| 第14回ビバホールチェロコンクール      | 2021年7月11日 | 43名     | 柴田花音         |
| 第15回ビバホールチェロコンクール      | 2023年7月9日  | 33名     | 泉 優志          |

## 第1位受賞記念チェロリサイタル
- ビバホールチェロコンクール開催の翌年には、第1位受賞者のチェロリサイタル公演が養父市と東京都で開催される。
- 第1回〜第3回までは、養父市での公演は行われず、東京のみで開催された。

| 名称   | 開催日時       | 開催場所       | 演奏者                   |
| ------ | -------------- | -------------- | ------------------------ |
| 第1回  | 1995年11月12日 | カザルスホール | 菊地知也                 |
| 第2回  | 1997年10月27日 | カザルスホール | 趙靜                     |
| 第3回  | 1999年11月21日 | カザルスホール | 山内理映                 |
| 第4回  | 2001年11月18日 | カザルスホール | ベンヤミン・グリュッター |
| 第5回  | 2003年11月16日 | 第一生命ホール | 横坂源                   |
| 第6回  | 2005年11月13日 | 第一生命ホール | 宮田大                   |
| 第7回  | 2007年11月18日 | 第一生命ホール | ソーヨン・ムーン         |
| 第8回  | 2010年2月28日  | 第一生命ホール | 加藤文枝                 |
| 第9回  | 2012年3月4日   | 第一生命ホール | 西方正輝                 |
| 第10回 | 2013年11月3日  | 第一生命ホール | 矢口里菜子               |
| 第11回 | 2015年11月15日 | 第一生命ホール | 増田喜嘉                 |
| 第12回 | 2017年12月9日  | 第一生命ホール | 藤原秀章                 |
| 第13回 | 2019年12月1日  | 第一生命ホール | 佐山裕樹                 |
| 第14回 | 2022年11月20日 | 第一生命ホール | 柴田花音                 |

|        | 開催日時       | 開催場所   | 演奏者                   |
| ------ | -------------- | ---------- | ------------------------ |
| 第4回  | 2001年11月15日 | ビバホール | ベンヤミン・グリュッター |
| 第5回  | 2003年11月1日  | ビバホール | 横坂源                   |
| 第6回  | 2005年11月5日  | ビバホール | 宮田大                   |
| 第7回  | 2007年11月16日 | ビバホール | ソーヨン・ムーン         |
| 第8回  | 2009年11月14日 | ビバホール | 加藤文枝                 |
| 第9回  | 2011年11月7日  | ビバホール | 西方正輝                 |
| 第10回 | 2013年10月26日 | ビバホール | 矢口里菜子               |
| 第11回 | 2015年11月7日  | ビバホール | 増田喜嘉                 |
| 第12回 | 2017年12月2日  | ビバホール | 藤原秀章                 |
| 第13回 | 2019年11月23日 | ビバホール | 佐山裕樹                 |
| 第14回 | 2022年12月25日 | ビバホール | 柴田花音                 |